# پونک
پونَک محله‌ای در شمال غربی تهران است که در منطقه ۲ و ۵ شهرداری تهران واقع شده‌است.
پونَک محله ای مرفه و اعیان‌نشین است که بخاطر آب و هوای پاک، امکانات رفاهی و درمانی ، دسترسی های خوب و خانه های نوساز به یکی از گران‌قیمت ترین محله های تهران تبدیل شده است . 

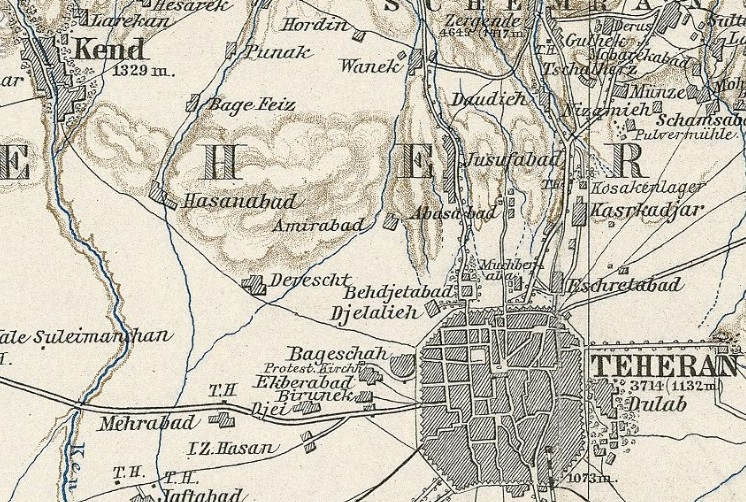
موقعیت منطقه پونک در نقشه سال ۱۲۷۹ خورشیدی. نام پونک (Punak) در بالای نقشه موجود است. (شهر قدیم تهران در پایین نقشه)

طبق آخرین آمار سرشماری سال ۱۳۹۰، این محله حدود ۲۹۰۰۰ نفر جمعیت دارد.
منطقه پستی پونک ۱۴ و پیش‌شماره تلفن محله پونک ۴۴ است.

## جایگاه جغرافیایی و شهری
محدوده مرزی
این محله از از شمال به بزرگراه هاشمی رفسنجانی (نیایش)، از جنوب به بزرگراه شهید همت، از شرق به رودخانه پونک (بوستان نهج البلاغه) و از غرب به بزرگراه ستاری منتهی می‌شود.
محدوده محلی
پونک از غرب به محله جنت آباد، از شرق به محله شهرک غرب و سعادت آباد, از شمال به محله فرحزاد از جنوب به محله محله باغ‌فیض محدود می‌شود.

### ورودی قدیم جاده امامزاده داود
جاده قدیم امامزاده داود از محله پونک و فرحزاد عبور می‌کرد. وجود این جاده نیز خود از دلایل قدمت و تاریخچه پونک است، چرا که مسیر اصلی تردد تهران به امامزاده داود در گذشته مسیر مال روی فرحزاد به امامزاده داود بود.
بیشتر مسافران امامزاده داود و به خصوص مسافران پیاده امامزاده داود تهران از مسیر پونک و فرحزاد به سمت امامزاده داود می‌رفتند. این مسیر هنوز در بالای پونک و از داخل محله شهرک نفت که از قدیم جزو محله پونک بود، جزو مسیرهای بسیار پرطرفدار امامزاده داود است.

## ده پونک
ده پونک در قدیم محل باغ‌های بزرگ و توتستان‌های قدیمی غرب تهران بوده‌است که از این باغ‌ها شمار کمی امروزه به‌جا مانده‌است. وجه نامگذاری آن به علت فراوانی گل پونه در دره پونک در قدیم است.
قدمت این ده به بیش از هشتصد سال می‌رسد و وجود امامزادگان عینعلی و زینعلی در پونک نشاندهنده قدمت تاریخی محله پونک است. ساخت آرامگاه امامزاده عینعلی زینعلی در سال ۱۳۳۷ بود که ناصر فرمانفرما آرامگاه این امامزاده را بازسازی کرد. درخت بید معروفی در محله وجود دارد که نشان‌دهنده این قدمت است.
پونک محله‌ایی بود که از سال ۱۲۸۰ برای همه شناخته شده بود. در خصوص این موضوع سندی وجود دارد که مالک ده پونک را مهد علیا خطاب کرده‌است. قبل از آن دوره، این ده به شخصی با نام ضل‌السلطان اختصاص داشت و ناصرالدین شاه املاک مربوط به این محله را به املاک خالصه دولت ربط داد، که این کار برای مهدعلیا قابل هضم نبود و در نهایت به حکم پسر تاج دارش اعتراض کرد. پس از این مشاجرات، زمین‌های ده پونک به میرزا یوسف مستوفی الممالک که در آن زمان صدراعظم بود واگذار شد. اراضی پونک تا پایان عمر مستوفی الممالک در اختیار ایشان بود و بعد از ایشان برای تاج ماه خان به ارث ماند.
مرزبند اراضی پونک در آن زمان، از سمت شمال به فرحزاد، غرب به زمین‌های باغ فیض و کن، از سمت جنوب به طرشت ختم می‌شد. در آن دوره اکثر مردم خانه‌های خود را در کنار رود بنا می‌کردند. و اکثر آن‌ها به اربابان آن زمان اختصاص داشت.
مالکیت زمین‌های پونک تا سالیان سال به همین صورت بود پس از آن خاندان فرمانفرما زمین‌ها را از آن‌ها خریداری کردند. اکثر اهالی پونک از قدیم تا به امروز معتقدند که این خاندان سبب رونق محله پونک شدند. این روستا متعلق به عبدالحسین میرزا فرمانفرما بود که بخشی از آن را به پسرش صبار بخشید. تنها قنات قابل دسترس این محدوده نیز قنات آب فرمانفرما بود که سال‌ها بعد ساختمان شهروند پونک بر روی آن ساخته شد.
محله پونک به لحاظ ساخت و ساز در زمره محله‌های جدید به حساب می‌آید. سکونت در این منطقه بیش‌تر در سال‌های بعد از انقلاب رشد و گسترش یافت؛ بنابراین خیابان‌ها و بلوارها و خانه‌ها و مجتمع‌ها تقریباً جدید و نوساز است.

## بلوارها و میدان‌های
- بلوار پونک
- بلوار همیلا
- بلوار عدل
- بلوار مخبری (خیابان۳۵ متری گلستان)
- بلوار میرزابابایی
- بلوار کمالی
- بلوار سیمون بولیوار
- بلوار زیتون
- میدان عدل
- میدان استاد نظر
- میدان پونک
- خیابان سردار جنگل
- خیابان ایران زمین
- خیابان تختی
- خیابان طالقانی
- خیابان نفت
- خیابان اردیبهشت
- خیابان فتح

## حمل و نقل عمومی
مترو
این محله مترو ندارد اما به چندین ایستگاه مترو با استفاده از اتوبوس و تاکسی دسترسی دارد.
ایستگاه مترو میدان صنعت (خط ۷ مترو تهران)
اهالی این محله می‌توانند با استفاده از اتوبوس‌های شرکت اتوبوسرانی تهران و استفاده از خط اتوبوس میدان صنعت-کوهسار با این ایستگاه دررفت و آمد باشند.
ایستگاه مترو شهید اشرفی اصفهانی (خط ۶ مترو تهران)
با استفاده از اتوبوس‌های خط BRT10 می‌توان به این ایستگاه مترو دسترسی داشت.
ایستگاه مترو صادقیه (خط ۲ مترو تهران)
با استفاده از خط BRT10 می‌توان به این ایستگاه دسترسی داشت.
همچنین خط اتوبوس مترو صادقیه -جنت آباد هم برای دسترسی به این ایستگاه مناسب است.
ایستگاه مترو میدان آزادی (خط ۴ مترو تهران)
با استفاده از خط BRT10 می‌توان به این ایستگاه دسترسی داشت.
ایستگاه مترو ارم سبز (خط ۴ مترو تهران)
با استفاده از اتوبوس‌های خط ارم سبز-انتهای بلوار عدل می‌توان به این ایستگاه مترو دسترسی داشت.
ایستگاه مترو چیتگر (خط ۵ مترو حومه)
با استفاده از اتوبوس‌های خط شریعتی-چیتگر می‌توان به این ایستگاه دسترسی داشت.
ایستگاه مترو تجریش (خط ۱ مترو تهران)
با استفاده از تاکسی‌های خط پونک-تجریش واقع در میدان پونک می‌توان به این ایستگاه رسید.
BRT
سامانه ۱۰ اتوبوس‌های تندروی تهران از محله پونک عبور می‌کنند و مسافران می‌توانند از طریق آن به میدان دوم صادقیه، میدان آزادی و سپس جنوب شهر تا نزدیکی بزرگراه آزادگان یا به سمت شمال و محله‌های چهار دیواری، مرادآباد، دانشگاه علوم تحقیقات و محله جنت آباد رفت و آمد کنند.
تاکسی
ایستگاه تاکسی واقع در میدان پونک به مناطقی مانند میدان ونک، پل سیدخندان، میدان صنعت، تجریش و میدان ولیعصر دسترسی دارد.

## اماکن شاخص
مراکز تفریحی پونک شامل بوستان نهج‌البلاغه، شهربازی تیراژه و پارک پرواز این محله است.
از جمله مراکز خرید معروف این منطقه می‌توان به موارد زیر اشاره کرد:
- مرکز خرید بوستان
- مرکز خرید همیلا
- مجتمع و مرکز خرید تیراژه[۱۱][۱۲]
- مرکز خرید المپیا
- مرکز خرید کلارو

ازجمله مراکز میوه و تره‌بار منطقه نیز می‌توان به بازار روز سردار جنگل، پونک و استاد نظر اشاره کرد.
سه مرکز درمانی و بهداشتی در محله وجود دارد که شامل درمانگاه پیامبر، مجتمع درمانی شفا، مرکز بهداشت سردار جنگل، بیمارستان سلامت فردا، ساختمان پزشکان فتح و بیمارستان نگین نیکان است.
از بوستان‌های معروف منطقه نیز می‌توان از بوستان‌های نهج‌البلاغه، بوستان هیوا، فراز، شاهد، نیایش، آبنوس، همیلا و جهاد نام برد.
از جمله سایر اماکن شاخص این منطقه، موارد ذیل می‌باشند:
- بارگاه امامزادگان عینعلی و زینعلی
- نمازخانه اهل سنت پونک
- برج‌های مسکونی تجاری جام‌جم همت
- دانشگاه آزاد اسلامی سازمان مرکزی
- دانشگاه آزاد اسلامی واحد علوم و تحقیقات تهران
- دانشگاه آزاد اسلامی واحد تهران مرکزی
- دانشگاه آزاد اسلامی واحد تهران غرب

سازمان‌ها و ادارات دولتی این منطقه شامل موارد ذیل است:
- سازمان استاندارد کشور
- دیوان عدالت اداری
- اداره کل ثبت احوال تهران
- سازمان مرکزی دانشگاه آزاد اسلامی
- سرپرستی شعب بانک صادرات در غرب تهران
- دانشگاه علم و فرهنگ تحت نظر دانشگاه علمی و کاربردی

## دسترسی پونک به جایگاه‌های سوخت
محله پونک در داخل محدوده خود، یک جایگاه سوخت دارد و به دو جایگاه سوخت نیز دسترسی دارد. این جایگاه‌ها بدین شرح می‌باشند:
- جایگاه سوخت سردار جنگل واقع در انتهای بلوار سردار جنگل جنوب
- پمپ گاز CNG واقع در ضلع غرب به شرق بزرگراه آبشناسان در جنت آباد شمالی
- پمپ بنزین ایرانپارس در کنار بازار بزرگ گل و گیاه غرب تهران دربزرگراه آبشناسان
- جایگاه سوخت باغ فیض در ضلع غرب به شرق بزرگراه شهید همت